# Acqua & Sapone (wielerploeg)/2007
Deze pagina geeft een overzicht van de wielerploeg Acqua & Sapone in  2007.
| Naam                  | Geboortedatum | Nationaliteit | Ploeg 2006                     |
| --------------------- | ------------- | ------------- | ------------------------------ |
| Dario Andriotto       | 25-10-1972    | Italië        | Liquigas                       |
| Aleksandr Arekejev    | 12-10-1982    | Rusland       |                                |
| Gabriele Balducci     | 03-11-1975    | Italië        |                                |
| Stefano Cavallari     | 31-03-1978    | Italië        |                                |
| Massimo Codol         | 27-02-1973    | Italië        | Tenax                          |
| Francesco di Paolo    | 18-04-1982    | Italië        | elite                          |
| Alessandro Donati     | 08-05-1979    | Italië        |                                |
| Stefano Garzelli      | 16-07-1973    | Italië        | Liquigas                       |
| Andrej Koenitski      | 02-07-1984    | Wit-Rusland   |                                |
| Francesco Masciarelli | 05-05-1986    | Italië        |                                |
| Andrea Masciarelli    | 02-09-1982    | Italië        |                                |
| Simone Masciarelli    | 02-01-1980    | Italië        |                                |
| Giuseppe Muraglia     | 03-08-1979    | Italië        | Team LPR                       |
| Giuseppe Palumbo      | 10-09-1975    | Italië        |                                |
| Aurélien Passeron     | 19-01-1984    | Frankrijk     | elite                          |
| Andrea Rossi          | 19-04-1979    | Italië        |                                |
| Branislaw Samojlaw    | 25-05-1985    | Wit-Rusland   |                                |
| Michele Scarponi      | 25-09-1979    | Italië        | Astana                         |
| Fabio Terrenzio       | 12-09-1985    | Italië        | Universal Caffe-CB Immobiliare |
| Alain van der Velde   | 20-10-1985    | Nederland     |                                |
| Frank Vandenbroucke   | 06-11-1974    | België        | Unibet.com / Acqua & Sapone    |

## Overwinningen
Ronde van de Middellandse Zee
5e etappe: Gabriele Balducci
Tirreno-Adriatico
2e etappe: Aleksandr Arekejev
Internationale Wielerweek
3e etappe: Michele Scarponi
Eindklassement: Michele Scarponi
Ronde van Trentino
3e etappe: Stefano Garzelli
Ronde van Japan
3e etappe: Francesco Masciarelli
5e etappe: Francesco Masciarelli
Eindklassement: Francesco Masciarelli
Ronde van Italië
11e etappe: Gabriele Balducci
14e etappe: Stefano Garzelli
16e etappe: Stefano Garzelli
Ronde van Slovenië
2e etappe: Stefano Garzelli
Nationale kampioenschappen
Wit-Rusland (wegwedstrijd): Branislaw Samojlaw
Wit-Rusland (tijdrit): Andrej Koenitski
Ronde van Wallonië
3e etappe: Giuseppe Palumbo
Ronde van Burgos
3e etappe: Aurélien Passeron
GP Carnaghese
Aurélien Passeron
Trofeo Salvatore Morucci
Fabio Terrenzio
2004 · 2005 · 2006 · 2007 · 2008 · 2009 · 2010 · 2011 · 2012